# Georg Reinhard (Ortenburg)
Reichsgraf Georg Reinhard (* 28. August 1607 auf Schloss Neudeck bei Bad Birnbach; † 4. September 1666 auf Schloss Alt-Ortenburg) war der älteste Sohn des Grafen Georg IV. und dessen Gemahlin Anna Maria Gräfin von Leiningen. Nach dem Tode seines Vetters Friedrich Casimir im Jahre 1658 wurde er als Ältester des Grafengeschlechts der Ortenburger amtierender Reichsgraf von Ortenburg. Georg Reinhard schaffte es, die reichsunmittelbare Grafschaft nach 61 Jahren aus der Verpfändung auszulösen. Die bedeutendsten Ereignisse für die Nachwelt geschahen aber nach seinem Ableben im Jahre 1666. Durch die Entführung seiner Kinder wurde den Ortenburgern ihr Glauben gewahrt, jedoch bedingte dies Georg Reinhards Beerdigung erst 13 Jahre später!

## Leben und Wirken

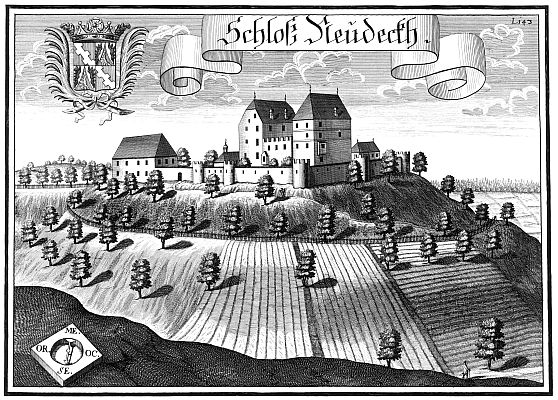
Burg Neudeck bei Bad Birnbach, das Geburtsschloss Georg Reinhards.

Im Jahre 1607 wurde Georg Reinhard auf Schloss Neudeck im Rottal geboren. Aufgrund seiner elterlichen Verhältnisse wurde er evangelisch erzogen. Dies geschah, obwohl sein Vater Georg IV. im Jahre 1612 zum katholischen Glauben konvertierte. Jedoch handelte es sich dabei wohl um eine politische Entscheidung, da sich Georg somit mit dem bayerischen Herzog aussöhnte. Die Kinder ließ Georg trotz allem evangelisch erziehen.
Den Großteil seiner Kindheit verbrachte Georg Reinhard wohl auf Schloss Neudeck. Als er alt genug war, verließ er Neudeck, um in Ingolstadt zu studieren. Dort trat er im Jahre 1624, wie einst schon sein Vater, zum katholischen Glauben über. Im selben Jahr folgte ihm auch sein jüngerer Bruder Christian im Glaubenswechsel. Grund für diese Entscheidung war wohl die mögliche Aussicht auf hohe Ämter, welche ihnen durch ihren ehemaligen evangelischen Glauben im Herzogtum Bayern wohl verwehrt gewesen wären. Der Orden der Jesuiten feierte den Übertritt Georg Reinhards mit einem großen Fest und dazugehörigem Pomp. Der Glaubenswechsel war aber wohl auch die Voraussetzung eines möglichen Rückerhalts der seit Graf Joachim verpfändeten Grafschaft.
Im Jahre 1636 wurde Georg Reinhard, noch minderjährig, zum kurfürstlich bayerischen Kämmerer und Hofrat Maximilians I. von Bayern. Bald darauf war er bereits ErzTruchsess des kaiserlichen Haushaltes und Pfleger zu Eggenfelden und Wasserburg am Inn. Somit spann er bedeutende Verbindungen, welche ihm später von Nutzen waren.
Am 7. November 1644 heiratete der Ortenburger die Gräfin Esther Dorothea von Kriechingen und Püttingen in Metz. Laut der Heiratsabsprache wurde aber der protestantische Glauben der Braut gewahrt. Alle gemeinsamen Kinder aus dieser Ehe wurden evangelisch erzogen, ganz im Sinne beider Elternteile. Dies führte jedoch zu Spannungen zwischen Georg Reinhard und seinem Bruder Christian, welcher inzwischen bekennender Katholik war.
Im Jahre 1658 verstarb Graf Friedrich Casimir. Aufgrund der seit 1566 geltenden Senioratsnachfolge im Hause Ortenburg wurde Georg Reinhard Nachfolger. Die offizielle Belehnung fand am 23. November 1659 durch Kaiser Leopold I. statt.
Jedoch hatte er eine schwere Aufgabe vor sich, da Friedrich Casimir neben der Verpfändung der Reichsgrafschaft die meisten Besitzungen des Hauses aufgrund seiner verschwenderischen Ausgaben ebenso verkauft oder verpfändet hatte. Das Grafengeschlecht stand kurz vor dem finanziellen Ruin. Gemeinsam mit seinem Bruder plante er jedoch ernsthaft die Wiedererlangung der Grafschaft. Aufgrund ihrer guten Beziehungen und politischen Kontakte gelang es ihnen bald, Geldgeber zu finden und die benötigte Summe zur Auslösung der Reichsgrafschaft aufzutreiben.
Aufgrund der baldigen Aussicht der Wiedererlangung der Grafschaft schlossen Georg Reinhard und Christian im Jahre 1660 einen Vergleich über die Aufteilung. Georg Reinhard sollte dabei Alt-Ortenburg und die umliegenden Besitzungen erhalten, Christian hingegen Neu-Ortenburg samt Besitzungen. Diese Teilung sollte so bleiben und die beiden dadurch entstehenden Häuser sollten immer an den ältesten Sohn weiter vererbt werden. Erst wenn eine Linie aussterben sollte, würden der anderen deren Besitzungen zufallen. Des Weiteren teilten sich beide Linien alle Einnahmen je zur Hälfte, lediglich das Amt des Reichsgrafen sollte wie im Gesetz von 1566 immer auf den Ältesten im Geschlechte übertragen werden. Dieser sollte die Grafschaft auch weiterhin nach außen vertreten und politische Entscheidungen treffen.

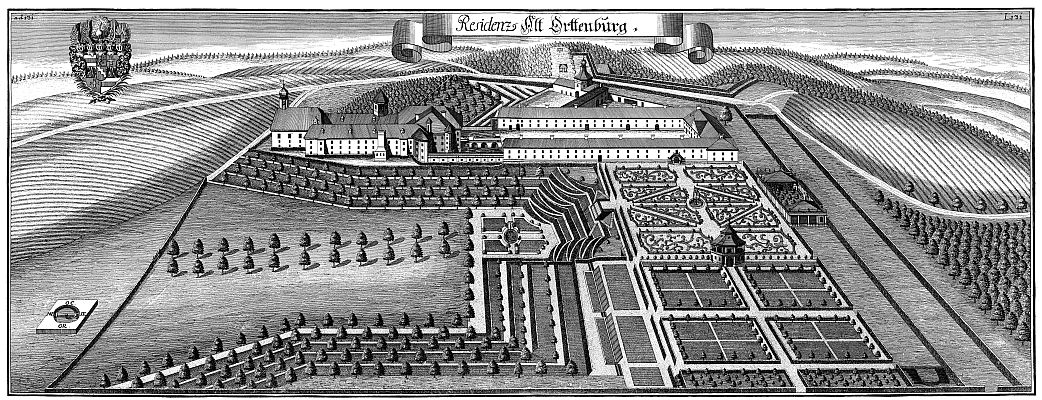
Schloss Alt-Ortenburg wurde nach der Auslösung der Reichsgrafschaft Georg Reinhards Stammsitz für seine Familie.

1662 hatten beide die geforderte Summe aufgebracht und traten an den Kaiser heran, welcher Graf Johann Joachim von Sinzendorf im Jahre 1652 als Bevollmächtigten mit der Grafschaft belehnt hatte, um die Grafschaft und die beiden Schlösser Alt- und Neu-Ortenburg wieder auszulösen. Der Kaiser genehmigte am 5. Februar 1662 die Aufnahme des Geldes und stellte es daraufhin sicher. Damit wurde die Rückerstattung der Grafschaft Ortenburg nach 61 Jahren Verpfändung sichergestellt. Kaiser Leopold I. gab daraufhin die Grafschaft an beide Brüder zurück, Kurfürst Maximilian I. beauftragte umgehend die Gerichte in Griesbach und Vilshofen, die Ortenburger Lehen in Bayern umgehend wieder freizugeben. Somit erhielten die Ortenburger Grafen neben ihren Hoheitsrechten für die Grafschaft auch wieder ihre weiteren Besitzungen. Ein paar Jahre später erhielten die Grafen auch wieder die niedere Gerichtsbarkeit auf ihren Besitzungen und hatten zu ihrer alten Macht zurückgefunden.
Georg Reinhard konnte sich an all dem jedoch nicht lange erfreuen. Er verstarb 1666 im Alter von 59 Jahren auf Schloss Alt-Ortenburg. Das Amt des Reichsgrafen fiel daraufhin an seinen Bruder Christian, welcher nun Vormund über seine noch nicht volljährigen Kinder wurde.

## Geschehen nach seinem Tode

### Kindesentführung

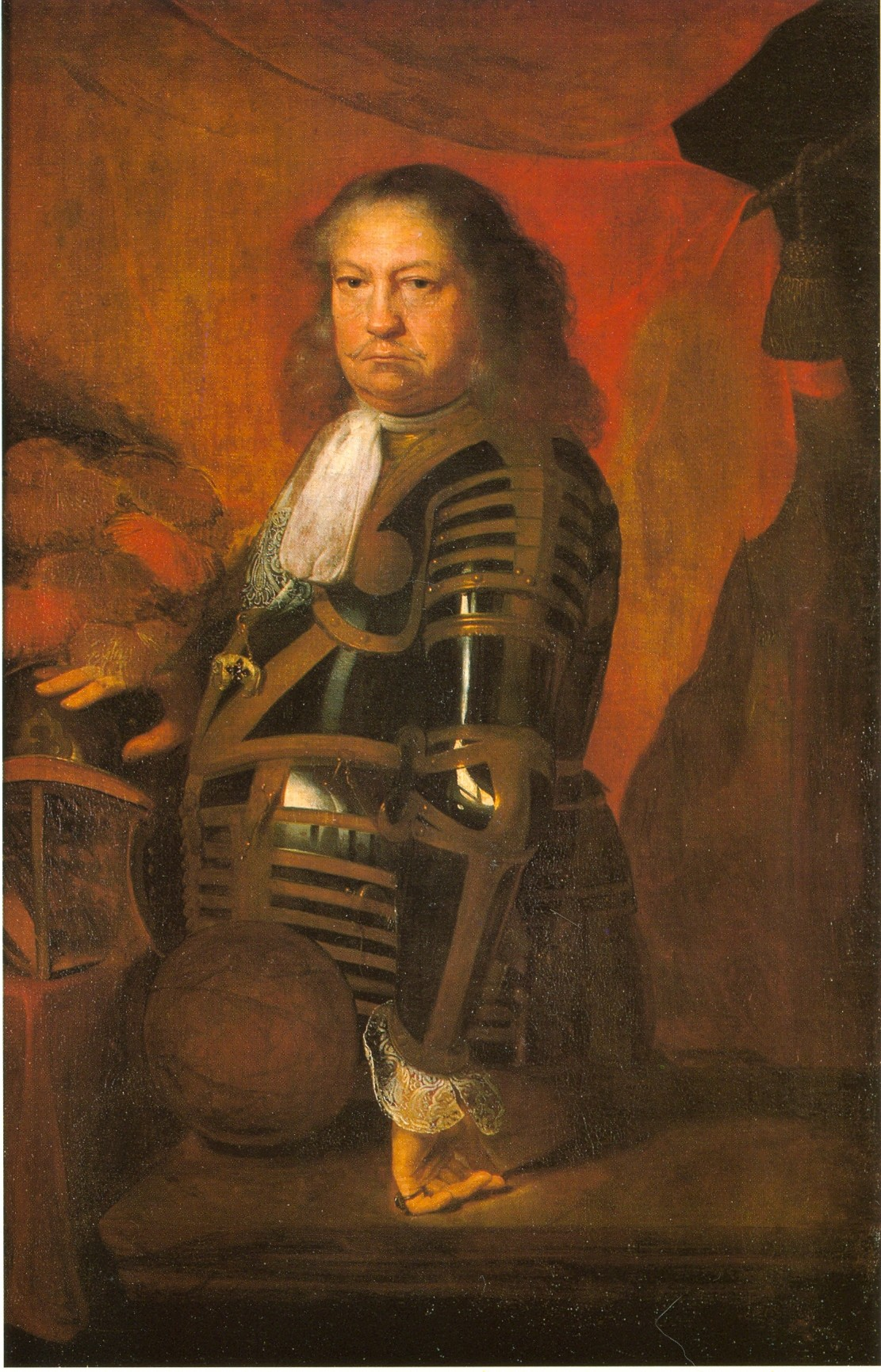
Herzog Eberhard III. von Württemberg übernahm die Vaterrolle für die Halbwaisen.

Graf Christian ließ bald erkennen, dass er erwartete, Georg Philipp solle als nächster amtierender Graf zum katholischen Glauben wechseln. Gräfin Esther Dorothea hingegen war damit nicht einverstanden und versuchte die Kinder aus dem Einflussbereich des Vormunds wegzubringen. Bereits sechs Tage nach dem Tod ihres Mannes Georg Reinhard gab sie Anweisung an den Hofmeister, er solle mit den Kindern abreisen. Offiziell hieß es, sie wolle den Kindern eine Ablenkung aufgrund der Geschehnisse in Regensburg geben.
Ihr Schwager, Graf Christian, scheint jedoch von der geplanten Flucht erfahren zu haben und reiste den Kindern mit ein paar bayerischen Reitern nach. Bei Plattling stellten sie diese schließlich. Christian brachte die Kinder daraufhin zurück nach Ortenburg auf sein Schloss Neu-Ortenburg. Erst einen Tag später gab er die Kinder der Gräfin zurück und ließ diese wissen, dass er nach der Flucht den Kaiser über den Tod ihres Mannes und die anschließenden Geschehnisse per Eilboten in Kenntnis setzen ließ.
Gräfin Esther Dorothea hatte daraufhin Angst um ihre Kinder und um den Verlust des Sorgerechts durch kaiserlichen Erlass. Sofort plante sie mit ihren Räten eine erneute Flucht. Noch in derselben Nacht wurde dieser umgesetzt. Die Gräfin floh gemeinsam mit ihren Kindern nach St. Nikola bei Passau. Von dort aus schifften sie sich sofort Richtung Linz ein. Über Salzburg und Tirol ging die Flucht weiter, bis sie schließlich die freie Reichsstadt Ulm erreichten.
Graf Christian war nach der Nachricht der erneuten Flucht erneut der Straße nach Regensburg gefolgt, da er vermutete, die Flüchtlinge erneut so zu stellen. Da dem nicht so war, versuchte er mit Hilfe seines Freundes Kardinal Guidobald Graf von Thun und Hohenstein zu Regensburg die Kinder aufzustöbern. Da sich diese jedoch dort nicht befanden, blieben des Grafen Bemühungen umsonst.
Esther Dorothea hingegen traf sich in Ulm mit dem evangelischen Herzog Eberhard III. von Württemberg. Dieser erklärte sich bereit, die Vaterrolle für die protestantischen Kinder zu übernehmen. Die beiden Töchter kamen in die Obhut seiner Gemahlin, Georg Philipp hingegen, als zukünftiger Regent von Ortenburg, wurde umgehend nach Tübingen gesandt, um dort erzogen und ausgebildet zu werden.
Währenddessen gab der Kaiser aus Wien den Befehl an den Passauer Bischof Wenzeslaus Graf von Thun und Hohenstein, die Angelegenheit und Flucht zu untersuchen. Außer der Gräfin gab es keinerlei Beschwerden über diese Wahl. Esther Dorothea hingegen sah den Bischof als religiösen Führer in dieser Angelegenheit als befangen an. Dennoch konnte der Bischof seinen Bericht schreiben und leitete seine Ergebnisse nach Wien. Nachdem die Vormundschaft für die Kinder nun offiziell an Christian übergegangen war und die Vormundschaft Eberhards III. widerrufen wurde, wandte sich die Ortenburgerin per Beschwerdebrief an die protestantischen Stände im Immerwährenden Reichstag zu Regensburg. Darin stellte sie die Gefahren für den evangelischen Glauben in Ortenburg durch einen Religionswechsel Georg Philipps dar und bat um eine ordentliche Vormundschaft in ihrer eigenen Person.
Im Jahre 1668 wurde jedoch auch durch den Reichstag das Sorgerecht dem rechtmäßigen Erben und Chef des Gesamthauses Ortenburg, Graf Christian, bestätigt und übergeben. Daraufhin versuchte Gräfin Esther Dorothea durch eine neue Vorstellung ihr bisheriges Vorgehen als nichtig geltend werden zu lassen und einen Anruf an den Kaiser in dieser Sache zu erreichen. Jedoch auch dies brachte nicht den gewünschten Erfolg. Graf Christian behielt auch weiterhin die Vormundschaft und die Verwaltung des Vermögens seines Neffen Georg Philipp. Trotz allem kam Georg Philipp nicht nach Ortenburg, sondern blieb in der Obhut des württembergischen Herzoges. Erst als er volljährig und fest im evangelischen Glauben verankert war, kehrte er gemeinsam mit seiner Mutter und seinen Schwestern zurück.
Diese Entführung sicherte indirekt den evangelischen Glauben in Ortenburg, da Georg Philipp ein Verfechter seines Glaubens wurde. Graf Christian selbst hatte sich anscheinend eine Glaubensumstellung Ortenburgs unter seiner Regentschaft noch nicht zugetraut, da der Protestantismus stark in der Bevölkerung verwurzelt war, und hatte wohl gehofft, sein Neffe würde dies tun. Durch dessen evangelische Erziehung hatten sich jedoch seine Hoffnungen zerschlagen.

### Verspätetes Begräbnis
Ein weiteres bemerkenswertes Ereignis bei Georg Reinhards Tod ist dessen späte Beerdigung. Er wurde erst 13 Jahre nach seinem Tod beerdigt. Bis dahin blieb der Leichnam unbestattet auf einem Lehnstuhl sitzend auf Schloss Alt-Ortenburg. Ein Grund für die verspätete Beerdigung könnte der Streitpunkt des Begräbnisses gewesen sein. Er selbst wuchs protestantisch auf und ließ seine Kinder in diesem Glauben erziehen, jedoch war er zum katholischen Glauben übergetreten. Die Ehefrau samt Kinder wollten somit ein protestantisches Begräbnis, Christian hingegen eine katholische Beerdigung. Ein weiterer Grund könnte die abrupte Flucht seiner Familie aus Ortenburg gewesen sein. Es ist anzunehmen, dass Christian hoffte, die Flüchtlinge bald wieder stellen zu können und diese daraufhin an der Beerdigung seines Bruders teilnehmen würden. Über die Umstände lässt sich nur noch spekulieren. Sicher ist hingegen, dass der Leichnam einbalsamiert, anschließend auf einen Lehnstuhl gesetzt und zurückgelassen wurde.
Erst im Jahre 1679 veranlasste Graf Christian die Beisetzung. Diese geschah am 2. November 1679 unter seinem Beisein in der Sixtuskapelle, der katholischen Begräbnisstätte der Ortenburger Grafen im Passauer Dom. Dabei wurde Georg Reinhard auf seinem Stuhl sitzend beerdigt. Dies alles geschah anscheinend vor der Rückkehr der Kinder nach Georg Philipps Volljährigkeit. Christian wollte wahrscheinlich der Witwe und den Kindern den Anblick ersparen. Gräfin Esther Dorothea und ihrem Sohn Georg Philipp verblieb es nur noch, einen Gedenkstein in der evangelischen Marktkirche zu Ortenburg anzubringen.

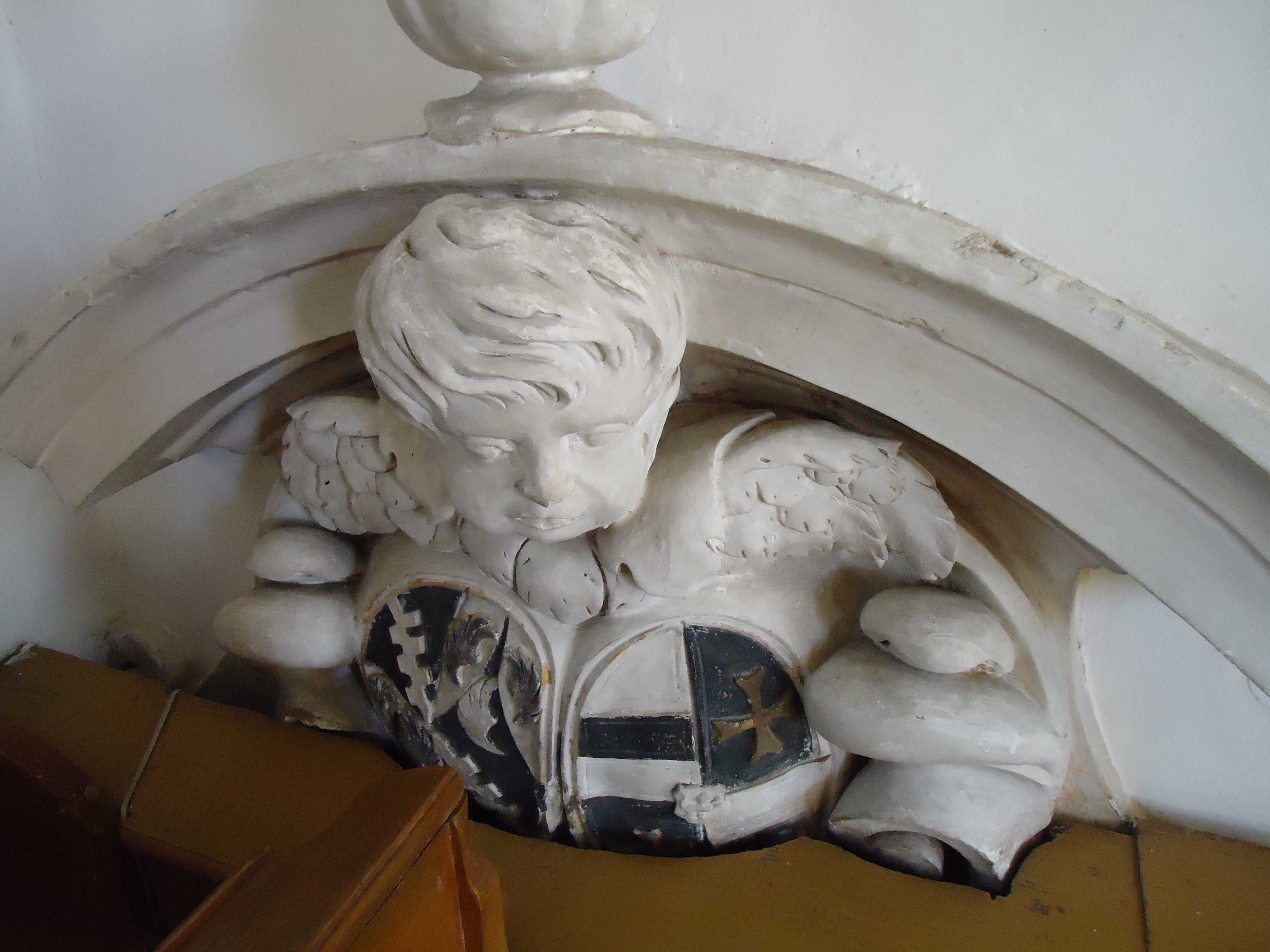
Heute noch sichtbarer Oberteil des Epitaphs, welcher hauptsächlich von der später errichteten Empore verdeckt wird.

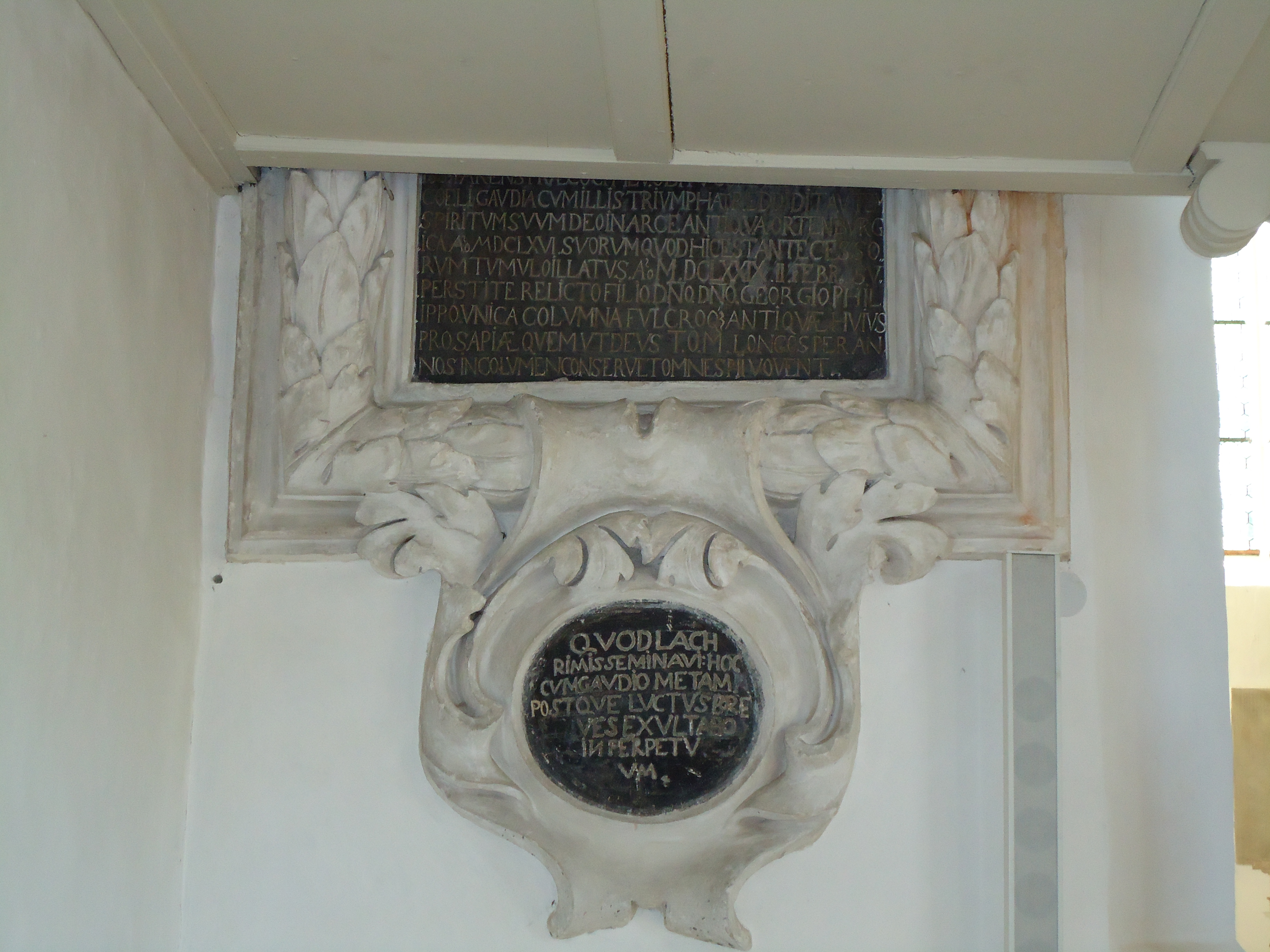
Unterer sichtbarer Teil des Epitaphs.

Jedoch laut diesem Epitaphen wurde Georg Reinhard am 2. Februar 1679 in der Marktkirche beigesetzt. Dies führte jahrhundertelang zu Verwirrungen um die Beerdigung Georg Reinhards.
Im einstigen gräflichen Archiv auf Tambach (heute im Bayerischen Hauptstaatsarchiv) existiert eine Rechnung über 848 Gulden und 13 Kreuzer für einen Maurermeister für zwölf Männer, welche drei Tage lang im Passauer Dom gearbeitet haben. So musste anscheinend der Maurermeister den Grufteingang erweitern, um eine Beerdigung Georg Reinhards mit allem gebührenden Prunk auf dem Stuhl zu ermöglichen. Anschließend wurde die Gruft wieder geschlossen.
Zur weiteren Verwirrung hingegen kam es im Jahre 1883. In jenem Jahre wurde in der evangelischen Marktkirche in Ortenburg die gräfliche Gruft laut Pfarrbuch geöffnet. Nach dem Bericht fand man dort außer vermorschten Sargbrettern und Tuchlappen, sowie meterhohem Moder, einen kupfernen Sarg mit den Überresten des Grafen Georg Reinhard. Dies scheint ein Beleg für die Beerdigungsdaten des dortigen Epitaphs zu sein. Ende des 19. Jahrhunderts wurde die Marktkirche umgestaltet, und der Eingang der gräflichen Gruft geriet in Vergessenheit.
Im Jahre 1922 kam es zur letzten Öffnung der Gruft in der Sixtuskapelle im Passauer Dom durch Bischof Sigismund Felix Freiherr von Ow-Felldorf. Im Protokoll der Kommission ist folgendes zu lesen: „Am Ende des Gewölbes sitzt auf einem gut gepolsterten Lehnstuhl ein gut gekleideter Leichnam, der aber samt Kleidung schon stark in Verfall über gegangen und auf einen Haufen zusammen gesunken ist.“ Dies zeigt, dass die Rechnung echt ist und Georg Reinhard auf seinem Stuhl sitzend in Passau begraben wurde. Das Rätsel um den Kupfersarg sollte sich im Jahre 2006 klären. Bei Instandsetzungsarbeiten in der Marktkirche wurde bei der Renovierung des Kirchenbodens eine Marmorplatte entdeckt. Als man diese anhob, fand man darunter eine kleine Stiege; man hatte den Eingang der Gruft mitten im Kirchenschiff wiederentdeckt. Um den Bauzustand der Gruft zu prüfen, wurde eine Kommission in die Gruft gesandt. Nachdem der Zustand der Gruft sich als stabil herausstellte, wandte man sich kurz dem Kupfersarg zu. Dieser war leer mit Ausnahme einiger Locken und einem Paar Handschuhe. Somit handelte es sich um eine im 17. Jahrhundert übliche Scheinbestattung, welche bei Glaubensstreitigkeiten oft durchgeführt wurde.

## Nachkommen
Graf Georg Reinhard war mit Gräfin Esther Dorothea von Kriechingen und Püttingen verheiratet. Aus dieser Ehe entstammen folgende Kinder:
- namenlose Tochter (* und † 29. September 1645 in Regensburg)
- Georg Reinhard (* und † 3. Februar 1647 in Regensburg)
- Anna Sibylla (* 31. Januar 1648 in Regensburg, † 1672 auf Burg Greifenstein bei Wetzlar)
- Anna Elisabeth (* 23. Mai 1649 in Regensburg, † 1673 in Bayreuth)
- Anna Dorothea (* 29. März 1650 in Regensburg, † September 1650 ebenda)
- Maria Eva (* 25. Juli 1651 in Regensburg, † August 1651 ebenda)
- Johann (* und † 1652 in Regensburg)
- Georg Philipp (* 10. September 1655 in Regensburg, † 5. Mai 1702 in Alt-Ortenburg), Reichsgraf von Ortenburg 1684 - 1702, ⚭ Amalia Regina Gräfin von Zinzendorf (* 2. November 1663 in Regensburg, † 15. April 1709 in Ortenburg), 1702-1706 vormundschaftliche Regentin